# Oberwinterbach
Oberwinterbach ist ein Gemeindeteil des Marktes Vestenbergsgreuth im Landkreis Erlangen-Höchstadt (Mittelfranken, Bayern). Oberwinterbach liegt in der Gemarkung Kleinweisach.

## Geografie
Durch das Dorf fließt der Oberwinterbach, ein rechter Zufluss der Kleinen Weisach. Im Nordosten grenzt ein Waldgebiet an. Dort gibt es die Erhebungen Hirschberg (367 m ü. NHN) und Kaisberg. Im Westen befinden sich Acker- und Grünland mit vereinzeltem Baumbestand und eine größere Photovoltaikanlage.
Die Kreisstraße ERH 19/Kreisstraße NEA 3 verläuft nach Dutendorf (1 km südöstlich) bzw. an Ochsenschenkel vorbei nach Gleißenberg (3 km nördlich). Eine Gemeindeverbindungsstraße verläuft nach Burgweisach (1,2 km südwestlich).

## Geschichte
Im Jahre 1317 wurde der Ort im Würzburger Lehenbuch erwähnt. Es wurden Zehntanteile an Friedrich Swimmer als Lehen ausgegeben. Des Weiteren wurde Lorenz von Maienthal mit einem Gut belehnt, wie aus einer Urkunde von 1476 hervorgeht. 1389 verpflichtete sich ein Fritz Brueler, jährliche Gült an die Kirche zu Lonnerstadt und die Antoniuskapelle zu Laub zu geben. 1645 brannte der Ort infolge eines Wiesenfeuers ab. Im Ort gab es Pechöfen zur Herstellung von Holzteer und Holzessig. Der Ort gehörte 1802 zum Neustädter Kreis des preußischen Verwaltungsgebietes Ansbach-Bayreuth.
1806 kam Oberwinterbach an das Königreich Bayern. Im Rahmen des Gemeindeedikts wurde es dem 1808 gebildeten Steuerdistrikt Breitenlohe zugewiesen, 1810 dann dem Steuerdistrikt Dutendorf. 1818 entstand die Ruralgemeinde Oberwinterbach, zu der Dutendorf und Ochsenschenkel gehörten. Sie war in Verwaltung und Gerichtsbarkeit dem Landgericht Höchstadt zugeordnet und in der Finanzverwaltung dem Rentamt Höchstadt. 1827 hatte die Gemeinde 251 Einwohner. 1838 wurde Oberwinterbach mit Ochsenschenkel in die Gemeinde Kleinweisach eingegliedert, während Dutendorf weiterhin eine Gemeinde blieb.
Am 1. Januar 1972 wurde Oberwinterbach im Zuge der Gebietsreform in die neu gebildete Gemeinde Weisachgrund eingegliedert. Diese wurde am 1. Mai 1978 in den Markt Vestenbergsgreuth eingegliedert.

### Einwohnerentwicklung
| Jahr      | 001819 | 001861 | 001871 | 001885 | 001900 | 001925 | 001950 | 001961 | 001970 | 001987 | 002020 |
| Einwohner | 85     | 92     | 105    | 101    | 94     | 88     | 97     | 85     | 79     | 69     | 80     |
| Häuser    |        |        |        | 18     | 19     | 16     | 15     | 17     |        | 21     |        |
| Quelle    | [ 9 ]  | [ 10 ] | [ 11 ] | [ 12 ] | [ 13 ] | [ 14 ] | [ 15 ] | [ 16 ] | [ 17 ] | [ 18 ] | [ 1 ]  |

## Religion
Der Ort ist seit der Reformation evangelisch-lutherisch geprägt und nach St. Maria (Kleinweisach) gepfarrt. Die Einwohner römisch-katholischer Konfession sind nach Kreuzerhöhung (Breitenlohe) gepfarrt.